# Giochi su Star Trek

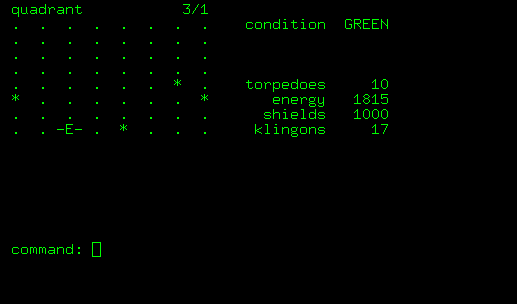
Schermata gioco di solo testo di Star Trek (1971), uno dei primi popolari giochi per computer

Numerosi giochi sono stati ispirati o ricavati dalla saga di Star Trek. Tra questi gli scacchi tridimensionali, sebbene inventati nell'Ottocento, hanno raggiunto una certa popolarità grazie alla serie classica di Star Trek; i tornei vengono spesso organizzati all'interno delle convention dei fan di Star Trek. Anche per quanto riguarda i videogiochi Star Trek conta uno dei primi titoli celebri che sono stati sviluppati: negli anni settanta fu popolare un gioco testuale chiamato semplicemente Star Trek o Super Star Trek, realizzato a partire dal 1971 in linguaggio BASIC.
I giochi di ruolo su Star Trek si distinguono in molte tipologie: si va dal gioco di ruolo dal vivo (generalmente su tavola) al videogioco fino al gioco di ruolo online tramite forum, chat o PBEM.
Denominatore comune di tutti è la presenza di un'ambientazione di spiccata derivazione trek, dove molte volte però vengono inserite delle aggiunte al fine del gioco: è abbastanza normale che nel corso del gioco vengano introdotte delle specie aliene inedite, come a volte possono essere presenti nuove navi o possono essere aggiunte nuove caratteristiche a elementi di Star Trek già esistenti (come ad esempio nuove sezioni o gruppi operativi della Flotta Stellare).
Normalmente il giocatore deve ricoprire il ruolo di un ufficiale della Flotta Stellare, con la possibilità di sceglierne la specie e la sezione di appartenenza, e si ritrova a giocare su una nave stellare o su una base spaziale della Federazione Unita dei Pianeti. Più raramente, alcuni giochi di ruolo offrono la possibilità di ricoprire ruoli giocanti all'interno di altre organizzazioni, che possono essere civili o aliene (come l'Impero Klingon, l'Impero Stellare Romulano o l'Unione Cardassiana).

## Giochi di ruolo

### Cartacei
| Nome                                    | Genere                  | Note                         |
| --------------------------------------- | ----------------------- | ---------------------------- |
| Star Trek GDR                           | Gioco di Ruolo cartaceo | Prodotto da FASA Corporation |
| Enterprise: Role Play Game in Star Trek | Gioco di Ruolo cartaceo | Gioco di Ruolo giapponese    |

### Online
| Nome                  | Genere        | Note                                        |
| --------------------- | ------------- | ------------------------------------------- |
| Star Trek: Federation | Play By Chat  | Gioco di Ruolo ambientato nel 2399          |
| Star Trek Genesis     | Play By Chat  | Gioco di Ruolo ambientato nel 2270          |
| Star Trek: Nuova Era  | Play By Chat  | Gioco di Ruolo ambientato nel 2382          |
| Star Trek: Century    | Play By Forum | Gioco di Ruolo ambientato nel 2390          |
| Starfleet Italy       | Play by Mail  | Gioco di Narrazione con varie ambientazioni |

## Videogiochi

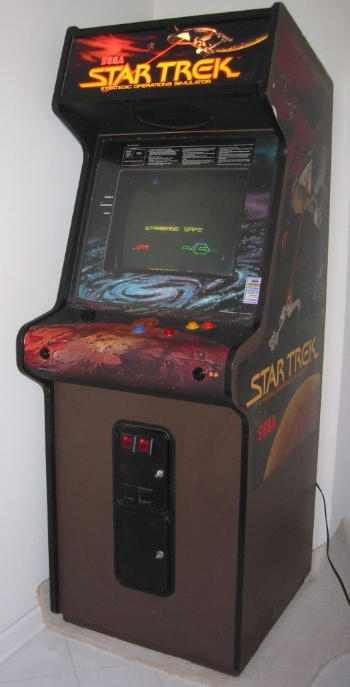
Modello da sala giochi di Star Trek di SEGA (1982)

Una lista ordinata cronologicamente dei più conosciuti videogiochi su Star Trek (alcuni dei quali attualmente non più pubblicati e introvabili).

### Home computer

#### Videogiochi commerciali
| Anno    | Titolo                                                   | Piattaforma/e                    | Sviluppo/Pubblicazione                                                                                            |
| ------- | -------------------------------------------------------- | -------------------------------- | --- |
| 1971    | Star Trek                                                | vari                             | Mike Mayfield |
| 1972    | Star Trek                                                | PDP-10                           | Don Daglow |
| 1979    | Apple Trek                                               | Apple II                         | |
| c. 1980 | 3-D Star Trek                                            | Atari 800                        | Color Software |
| 1981    | Tari Trek                                                | Atari 800                        | Quality Software                                                                                                  |
| 1981    | Begin: A Tactical Starship Simulation                    | MS-DOS                           | |
| 1983    | Star Trek: Strategic Operations Simulator (ports)        | VIC-20                           | |
| 1983    | Star Trek                                                | C64                              | Ian Gray |
| 1984    | Star Trek: The Promethean Prophecy                       | Apple II, C64, MS-DOS            | Simon and Schuster                                                                                                |
| 1985    | Star Trek: The Kobayashi Alternative                     | Apple II, C64, MS-DOS            | Simon and Schuster                                                                                                |
| 1987    | Star Trek: The Rebel Universe                            | Atari ST, C64, MS-DOS            | Simon and Schuster                                                                                                |
| 1988    | Star Trek: First Contact                                 | MS-DOS                           | |
| 1989    | Star Trek: The Next Generation: The Transinium Challenge | MS-DOS                           | |
| 1989    | Star Trek: The Rebel Universe                            | C64, MS-DOS                      | Simon and Schuster                                                                                                |
| 1989    | Star Trek V: The Final Frontier                          | MS-DOS                           | |
| 1991    | Begin 2                                                  | MS-DOS                           | |
| 1992    | 25th Anniversary                                         | MS-DOS, Macintosh, Amiga         | Interplay |
| 1993    | Star Trek: Judgment Rites                                | MS-DOS, Macintosh                | Interplay |
| 1995    | Star Trek: The Next Generation - A Final Unity           | MS-DOS, Macintosh                | Spectrum HoloByte / MicroProse                                                                                    |
| 1995    | Star Trek: Klingon                                       | Windows                          | Simon and Schuster                                                                                                |
| 1996    | Star Trek: Borg                                          | Windows, Macintosh               | Simon and Schuster                                                                                                |
| 1996    | Star Trek: Deep Space Nine: Harbinger                    | MS-DOS, Macintosh                | Stormfront Studios / Viacom NewMedia                                                                              |
| 1997    | Star Trek: Starfleet Academy                             | Windows, Macintosh               | High Voltage Software / Interplay                                                                                 |
| 1997    | Star Trek Generations                                    | Windows                          | Microprose |
| 1997    | Star Trek Pinball                                        | Windows                          | |
| 1998    | Star Trek: The Next Generation: Klingon Honor Guard      | Windows, Macintosh               | Microprose |
| 1998    | Star Trek: The Game Show                                 | Windows, Macintosh               | |
| 1998    | Star Trek: Starship Creator                              | Windows, Macintosh               | Imergy / Simon & Schuster                                                                                         |
| 1999    | Star Trek: Birth of the Federation                       | Windows                          | Microprose / Hasbro                                                                                               |
| 1999    | Star Trek: Secret of Vulcan Fury                         | annullato                        | |
| 1999    | Star Trek: Starfleet Command                             | Windows                          | Quicksilver Software / Interplay Entertainment                                                                    |
| 1999    | Star Trek: Hidden Evil                                   | Windows                          | Presto Studios / Activision                                                                                       |
| 2000    | Star Trek: Armada                                        | Windows                          | Mad Doc Software / Activision                                                                                     |
| 2000    | Star Trek: Deep Space Nine: The Fallen                   | Windows, Macintosh               | The Collective, Inc. / Simon & Schuster                                                                           |
| 2000    | Star Trek: ConQuest Online                               | Windows                          | Genetic Anomalies / Activision                                                                                    |
| 2000    | Star Trek: Klingon Academy                               | Windows, Macintosh               | 14 Degrees East / Interplay Entertainment                                                                         |
| 2000    | Star Trek: New Worlds                                    | Windows                          | 14 Degrees East / Interplay Entertainment                                                                         |
| 2000    | Star Trek: Starship Creator Warp II                      | Windows                          | |
| 2000    | Star Trek: Voyager: Elite Force                          | Windows, Macintosh               | Raven Software / Activision                                                                                       |
| 2001    | Star Trek: Deep Space Nine: Dominion Wars                | Windows                          | Gizmo Games / Simon & Schuster                                                                                    |
| 2001    | Star Trek: Armada II                                     | Windows                          | Mad Doc Software / Activision                                                                                     |
| 2001    | Star Trek: Away Team                                     | Windows                          | Reflexive Entertainment / Activision                                                                              |
| 2001    | Star Trek: Borg Assimilator                              | annullato                        | Activision |
| 2001    | Star Trek: Starfleet Command II: Empires at War          | Windows                          | Taldren / Interplay Entertainment                                                                                 |
| 2001    | Star Trek: Starfleet Command: Orion Pirates              | Windows                          | Taldren / Interplay Entertainment                                                                                 |
| 2002    | Star Trek: Starfleet Command III                         | Windows                          | Taldren / Activision                                                                                              |
| 2002    | Star Trek: Bridge Commander                              | Windows                          | Totally Games / Activision                                                                                        |
| 2003    | Star Trek: Elite Force II                                | Windows, Macintosh               | Ritual Entertainment / Activision                                                                                 |
| 2006    | Star Trek: Legacy                                        | Windows                          | Mad Doc Software / Bethesda Softworks                                                                             |
| 2009    | Star Trek: D-A-C                                         | Windows                          | Naked Sky Entertainment / Paramount Digital Entertainment                                                         |
| 2010    | Star Trek Online                                         | Windows                          | Cryptic Studios                                                                                                   |
| 2013    | Star Trek: The Game (Reboot)                             | Windows, PlayStation 3, Xbox 360 | Digital Extremes / Namco Bandai Games, Paramount Pictures, Bad Robot Interactive, K/O Paper Products, CBS Studios |

### Console
| Anno | Titolo                                               | Piattaforma                         |
| ---- | ---------------------------------------------------- | ----------------------------------- |
| 1979 | Star Trek: Phaser Strike                             | Microvision                         |
| 1982 | Star Trek: The Motion Picture                        | Vectrex                             |
| 1989 | Star Trek V: The Final Frontier (annullato)          | NES                                 |
| 1991 | Star Trek: 25th Anniversary                          | Game Boy, NES                       |
| 1993 | Star Trek: The Next Generation: Future's Past        | SNES                                |
| 1993 | Star Trek: The Next Generation                       | Game Boy                            |
| 1994 | Star Trek: The Next Generation: Echoes from the Past | Game Gear, Genesis                  |
| 1994 | Star Trek Generations: Beyond the Nexus              | Game Boy, Game Gear                 |
| 1994 | Star Trek: Starfleet Academy                         | 32X, SNES, Sega Mega Drive, Windows |
| 1994 | Star Trek: Deep Space Nine - Crossroads of Time      | Genesis, SNES                       |
| 2000 | Star Trek: Invasion                                  | PlayStation                         |
| 2000 | Star Trek: Voyager - Elite Force                     | PS2, Windows, Macintosh             |
| 2004 | Star Trek: Shattered Universe                        | PS2, Xbox                           |
| 2006 | Star Trek: Tactical Assault                          | PSP, DS                             |
| 2006 | Star Trek: Legacy                                    | Xbox 360, Windows                   |
| 2006 | Star Trek: Encounters                                | PS2                                 |
| 2007 | Star Trek: Conquest                                  | Wii, PS2                            |
| 2009 | Star Trek: D-A-C                                     | Xbox 360, PS3                       |
| 2009 | Star Trek: The Mobile Game                           | iPhone OS                           |

### Arcade
| Anno | Titolo                                     | Sviluppatore     |
| ---- | ------------------------------------------ | ---------------- |
| 1982 | Star Trek - Strategic Operations Simulator | SEGA             |
| 2000 | Star Trek: Borg Contact                    | Nova Productions |
| 2002 | Star Trek: Voyager - The Arcade Game       | Team Play        |

### Altri
Tra i videogiochi che invece sono soltanto ispirati all'universo di Star Trek vi è Star Fleet Battles (1979).